# IC 3663
IC 3663 је елиптична галаксија у сазвјежђу Дјевица која се налази на листи објеката дубоког неба у Индекс каталогу.
Деклинација објекта је + 12° 14' 51" а ректасцензија 12h 41m 39,3s. Привидна величина (магнитуда) објекта IC 3663 износи 14,3 а фотографска магнитуда 15,3. IC 3663 је још познат и под ознакама CGCG 70-217, VCC 1886, PGC 42586.